# Zaharii Zograf
Zaharii Hristovitch Zograf (en bulgare : Захарий Христович Зограф, translittération scientifique internationale Zaharij Hristovič Zograf) est un peintre et dessinateur d'icônes bulgares du milieu du XIXe siècle.

## Biographie
Zaharij Zograf (né à Samokov (Bulgarie) en 1810 - mort à Samokov le 14 juin 1853) est le fils de Hristo Dimitrov. Il fait des études chez son frère Dimităr Zograf, avec lequel il travaillera ultérieurement. 
Il est l'un des peintres bulgares les plus créatifs et les plus productifs. Zaharij Zograf est l'un des rares peintres de cette époque à avoir introduit des éléments rustiques dans ses peintures murales. En 1851-1852, il habite et travaille au mont Athos ; il est l'auteur des icônes du monastère de Saint-Georges Zograf auquel il doit son surnom de "Zograf".
Ses œuvres les plus connues sont les icônes et peintures murales figurant dans l'église "Sveti Sveti Konstantin i Elena" (Saints Constantin et Hélène) à Plovdiv, l'église "Sveta Bogorodica" (Sainte-Marie Mère de Dieu) à Koprivštica, l'église du monastère de Rila, du monastère de Bačkovo et le monastère de Preobraženski près de Veliko Tărnovo.
Dans ses dernières années, il réalise quelques portraits. À sa mort, il laisse un grand nombre d'esquisses.

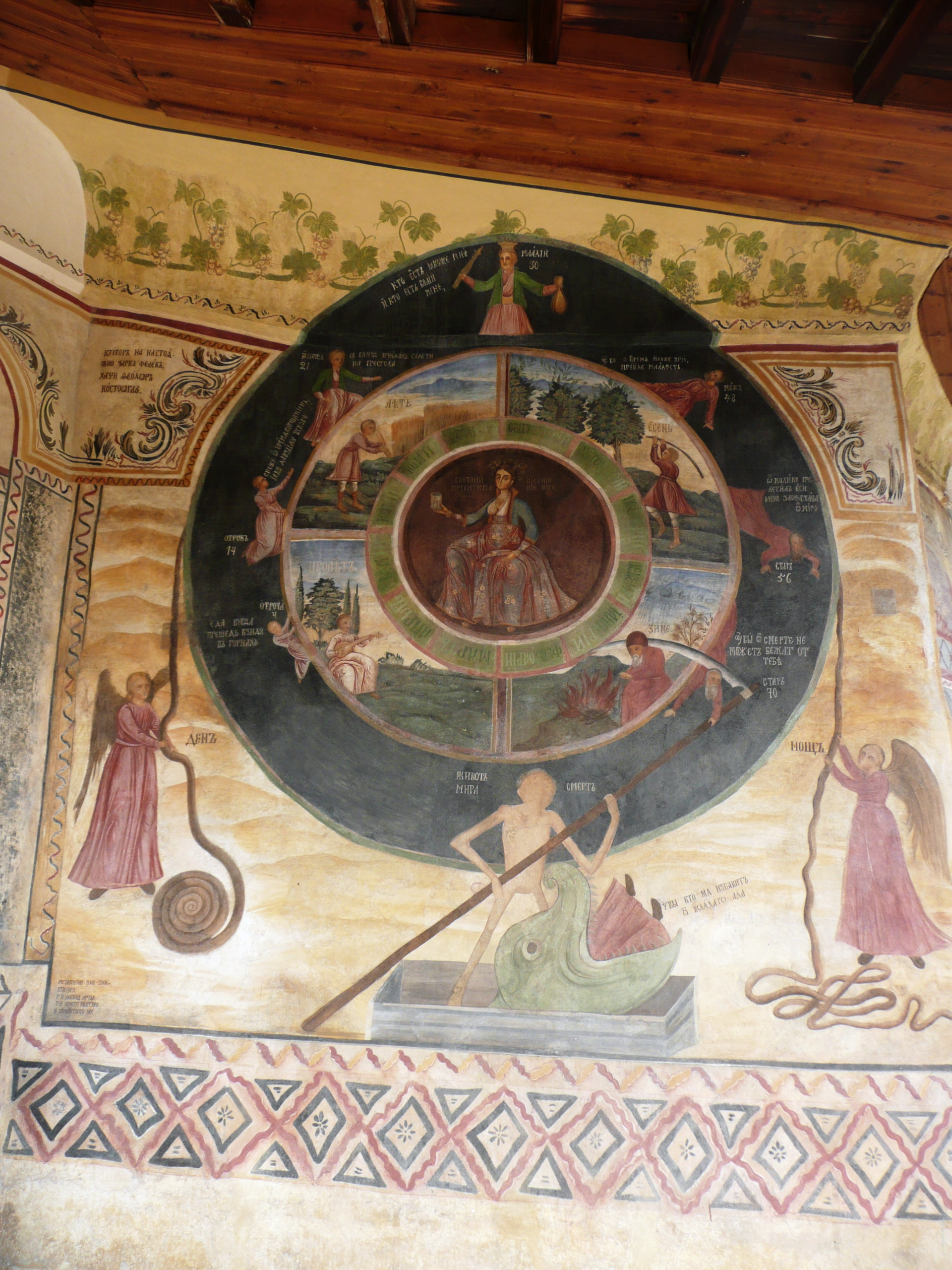
La roue de la vie, monastère de Preobraženski (près de Veliko Tărnovo).